# Stefan Mappus
Stefan Mappus (født 4. april 1966 i Pforzheim) er en tysk politiker, der fra 10. februar 2010 til 12. maj 2011 var ministerpræsident i Baden-Württemberg, valgt for CDU. Fra 2009 til 2011 var han desuden formand for CDU i Baden-Württemberg.
Mappus blev diplomøkonom fra Universität Hohenheim. Han har bl.a. arbejdet i telekommunikationsdivisionen i Siemens AG i Stuttgart.
Han begyndte sin politiske karriere i 1983 i Junge Union. Efter at have været organisationens lokalformand, blev han i 1996 medlem af landdagen i Baden-Württemberg. Fra 1998 til 2004 var han politisk statssekretær i delstatens miljøministerium. 